# Sartigan
Sartigan, ou Sattigan est une région locale le long de la rivière Chaudière à partir de la région de la rivière du Loup et incluant la région en aval, sur plusieurs kilomètres. Au confluent de la rivière Famine et de la rivière Chaudière se trouvait, à la fin du XVIIIe siècle, un hameau incluant des campements d'Abénaquis et quelques familles françaises qui faisaient les premiers défrichements.

## Dénomination
Le nom Sartigan est d'origine abénaquise. Sartigan provient d'une déformation de Mechatigan, ou encore Msakkikhan, l'ancien nom abénaquis de la rivière Chaudière, qui signifie rivière ombreuse ou rivière bruyante.

## Histoire
En 1773, Hugh Finley (arpenteur), accompagné de 4 guides amérindiens dont un interprète abénaqui qui connaissaient la région, a parcouru la route de Québec à Casco, afin d'évaluer la possibilité d'établir un service postal vers les Treize colonies ; il s'arrêta au confluent de la rivière Famine et nota la présence de deux petites maisons et de deux familles qui vivaient là et travaillaient à défricher l'endroit.
Le Sentier Connecticut-Chaudière était sentier amérindien qui reliait les affluents du haut fleuve Connecticut à partir du canton d'Auckland, en Estrie, jusqu'à la rivière Chaudière en passant près du lac Mégantic est inscrit sur la carte de Joseph Bouchette et dans la Description topographique de la province du Bas Canada. Le sentier du Connecticut à la Chaudière arrivait sur la seigneurie Aubert-Gallion, en face de Sartigan.

## Benedict Arnold
En 1775, d'après les détails écrits par les membres de l'expédition dirigée par Benedict Arnold ; il est possible de décrire le petit village de Sartigan ; cet endroit avait été défriché à même la forêt à 4 milles en aval de la rivière du Loup. Le village, au bord de la rivière Chaudière au confluent de la rivière Famine, comprenait 3 ou 4 petites maisons pour les Canadiens-Français et plusieurs wigwams pour les Amérindiens, en majorité Abénaquis, il y avait quelques petites granges et des animaux : poules, porcs, vaches  pour la subsistance et quelques chevaux. Une petite étendue de terre était cultivée. Là se trouvait, en effet, un campement d'Abénaquis et quelques familles canadiennes-françaises en train d'effectuer les premiers défrichements de la seigneurie Aubin-De 'Isle. Sartigan était le premier endroit Canadien-Français habité sur le corridor navigable Chaudiere-Kennebec, depuis le village de Narrantsouac, en Nouvelle-Angleterre. Une région inhabitée, montagneuse et couverte de forêt de 230 kilomètres de distance séparait les deux endroits. Les soldats de l'expédition pour envahir Québec en 1775 ont mis 31 jours pour parcourir la distance entre ces deux villages.

### Conséquences
Après le passage de l'armée d'Arnold et afin de dissuader les Abénaquis de guider ou collaborer avec les rebelles des Treize colonies; le gouverneur du Québec Guy Carleton menaça de raser le village de Sartigan et les habitations indiennes environnantes si les rebelles passaient ou infiltraient le village. En juillet 1778 le colonel Timothy Bedel,  commandant d'une compagnie de rangers sur la  Vallée du haut fleuve Connecticut, devant protéger la région de Coös (Cowasuk ou Koes), New Hampshire, rencontra un chef qui habitait Sartigan et avait évacué une centaine de familles afin d'éviter des possibles représailles. Les familles avaient été installées près de la Rivière Androscoggin. Les autorités britanniques construisirent également, en 1778, un Fortin militaire (blockhaus), sur la rive est de la Chaudière à Saint-François-de-Beauce (Beauceville), à la sortie nord de cette localité. Le capitaine MacAlpine et près de trente soldats pouvaient y loger. En 1781, avec un de ses fils et quelques hommes, le capitaine Joseph Launière remplacera MacAlpine. Launière maintient les alliances entre Britanniques et Amérindiens qui auraient pu pencher du côté de la Nouvelle-Angleterre.

## Aujourd'hui
Le hameau de Sartigan et ses environs fait maintenant partie de la ville de Saint-Georges.

## Sources et références
- The Invasion of Canada in 1775, Edwin Martin Stone, 1867
- The Journal of Isaac Senter, physician and surgeon, september 1775
- Caleb Haskell's Diary, 5 mai 1775-30 mai 1776